# Nikolaos von Griechenland

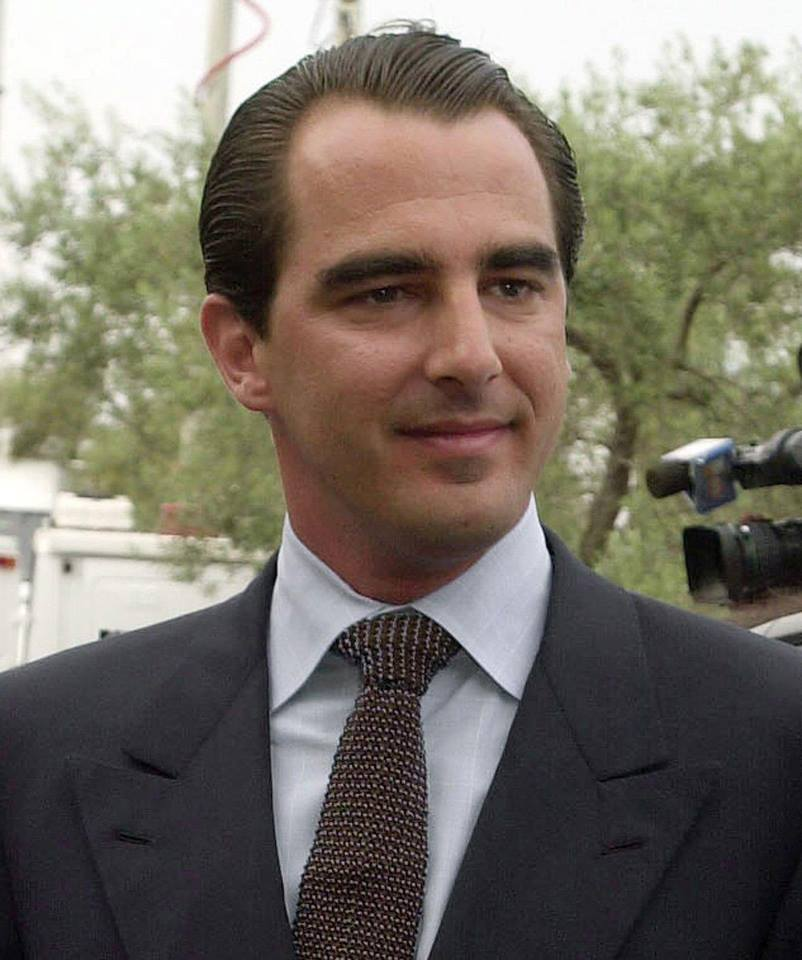
Nikolaos de Grèce (2018)

Nikolaos de Grèce, Prinz von Dänemark (* 1. Oktober 1969 in Rom, Italien) ist das dritte Kind des ehemaligen Königs Konstantin II. von Griechenland und dessen Frau Anne-Marie von Dänemark, der jüngsten Tochter von König Friedrich IX. von Dänemark und dessen Frau Ingrid von Schweden.
Nikolaos ist allerdings in Dänemark nicht thronfolgeberechtigt, da Friedrich IX. die griechischen Kinder von der Thronfolge ausschloss, um einen Zusammenfall der griechischen mit der dänischen Krone auszuschließen. 
Seit einer Volksabstimmung im Jahre 1974 existiert keine griechische Monarchie mehr. Nach dem Sturz der Militärdiktatur führte die neue demokratische Regierung unter Konstantin Karamanlis eine Volksabstimmung über diese Frage durch. Bei der Abstimmung am 8. Dezember 1974 sprach sich mit fast 70 % Neinstimmen eine deutliche Mehrheit gegen die Monarchie aus. Infolgedessen war sein Vater der letzte König der Hellenen.

## Leben
Nikolaos wurde am 1. Oktober 1969 in Rom geboren, wo seine Familie seit Dezember 1967 im selbstgewählten Exil lebte. Er hat vier Geschwister: eine ältere Schwester namens Alexia, einen älteren Bruder namens Paul, eine jüngere Schwester namens Theodora und einen jüngeren Bruder namens Philippos. Die Familie zog 1974 nach England.
Wie seine Brüder und Schwestern besuchte er das Hellenic College of London, welches seine Eltern 1980 gründeten. Er besuchte die Brown University in Rhode Island und graduierte dort mit einem Bachelor of Arts in Internationalen Beziehungen. Danach war er für Fox Television Network in New York City und NatWest Markets in London tätig. Seit 1998 arbeitete er für das Büro seines Vaters.
Nikolaos sitzt im Vorstand der Anna-Maria Foundation. Die Organisation wurde gegründet, um Opfern von Naturkatastrophen wie etwa Überschwemmungen und Erdbeben in Griechenland zu helfen.

## Ehen
Am 25. August 2010 heiratete Nikolaos in einer aufwändigen Hochzeit auf der griechischen Insel Spetses die gebürtige Venezolanerin Tatiana Blatnik. Die Ehe blieb kinderlos und wurde 2024 geschieden. Im Januar 2025 verlobte sich Nikolaos mit Chrysí Vardinogianni. Die beiden heirateten am 7. Februar 2025 in Athen.

## Ahnentafel
| Ahnentafel Paul von Griechenland                                              | Ahnentafel Paul von Griechenland                                                                        | Ahnentafel Paul von Griechenland | Ahnentafel Paul von Griechenland                                                                                                  | Ahnentafel Paul von Griechenland | Ahnentafel Paul von Griechenland                                                                     | Ahnentafel Paul von Griechenland                                                                                        | Ahnentafel Paul von Griechenland                                                                     | Ahnentafel Paul von Griechenland                                                                                      |
| ----------------------------------------------------------------------------- | --- | --- | --- | --- | --- | --- | --- | --- |
| Ururgroßeltern                                                                | König Georg I. von Griechenland (1845–1913) ⚭ 1867 Großfürstin Olga Konstantinowna Romanowa (1851–1926) | König Friedrich III. von Preußen, Deutscher Kaiser (1831–1888) ⚭ 1858 Prinzessin Victoria von Großbritannien und Irland (1840–1901) | Kronprinz Ernst August von Hannover Herzog von Braunschweig-Lüneburg (1845–1923) ⚭ 1878 Prinzessin Thyra von Dänemark (1853–1933) | König Wilhelm II. von Preußen, Deutscher Kaiser (1859–1941) ⚭ 1881 Prinzessin Auguste Viktoria von Schleswig-Holstein-Sonderburg-Augustenburg (1858–1921) | König Friedrich VIII. (Dänemark) (1843–1912) ⚭ 1869 Prinzessin Luise von Schweden (1851–1926)        | Großherzog Friedrich Franz III. (Mecklenburg) (1851–1897) ⚭ 1879 Großfürstin Anastasia Michailowna Romanowa (1860–1922) | König Gustav V. (Schweden) (1858–1950) ⚭ 1881 Prinzessin Viktoria von Baden (1862–1930)              | Herzog Arthur, Duke of Connaught and Strathearn (1850–1942) ⚭ 1879 Prinzessin Luise Margareta von Preußen (1860–1917) |
| Urgroßeltern                                                                  | König Konstantin I. von Griechenland (1868–1923) ⚭ 1889 Prinzessin Sophie von Preußen (1870–1932)       | König Konstantin I. von Griechenland (1868–1923) ⚭ 1889 Prinzessin Sophie von Preußen (1870–1932)                                   | Herzog Ernst August von Braunschweig (1887–1953) ⚭ 1913 Prinzessin Viktoria Luise von Preußen (1892–1980)                         | Herzog Ernst August von Braunschweig (1887–1953) ⚭ 1913 Prinzessin Viktoria Luise von Preußen (1892–1980)                                                 | König Christian X. (1870–1947) ⚭ 1898 Herzogin Alexandrine von Mecklenburg-Schwerin (1879–1952)      | König Christian X. (1870–1947) ⚭ 1898 Herzogin Alexandrine von Mecklenburg-Schwerin (1879–1952)                         | König Gustav VI. Adolf (Schweden) (1882–1973) ⚭ 1905 Prinzessin Margaret of Connaught (1882–1920)    | König Gustav VI. Adolf (Schweden) (1882–1973) ⚭ 1905 Prinzessin Margaret of Connaught (1882–1920)                     |
| Großeltern                                                                    | König Paul I. von Griechenland (1901–1964) ⚭ 1938 Prinzessin Friederike von Hannover (1917–1981)        | König Paul I. von Griechenland (1901–1964) ⚭ 1938 Prinzessin Friederike von Hannover (1917–1981)                                    | König Paul I. von Griechenland (1901–1964) ⚭ 1938 Prinzessin Friederike von Hannover (1917–1981)                                  | König Paul I. von Griechenland (1901–1964) ⚭ 1938 Prinzessin Friederike von Hannover (1917–1981)                                                          | König Frederik IX. (1899–1972) ⚭ 1935 Prinzessin Ingrid von Schweden (1910–2000)                     | König Frederik IX. (1899–1972) ⚭ 1935 Prinzessin Ingrid von Schweden (1910–2000)                                        | König Frederik IX. (1899–1972) ⚭ 1935 Prinzessin Ingrid von Schweden (1910–2000)                     | König Frederik IX. (1899–1972) ⚭ 1935 Prinzessin Ingrid von Schweden (1910–2000)                                      |
| Eltern                                                                        | König Konstantin II. von Griechenland (1940–2023) ⚭ 1964 Prinzessin Anne-Marie von Dänemark (* 1946)    | König Konstantin II. von Griechenland (1940–2023) ⚭ 1964 Prinzessin Anne-Marie von Dänemark (* 1946)                                | König Konstantin II. von Griechenland (1940–2023) ⚭ 1964 Prinzessin Anne-Marie von Dänemark (* 1946)                              | König Konstantin II. von Griechenland (1940–2023) ⚭ 1964 Prinzessin Anne-Marie von Dänemark (* 1946)                                                      | König Konstantin II. von Griechenland (1940–2023) ⚭ 1964 Prinzessin Anne-Marie von Dänemark (* 1946) | König Konstantin II. von Griechenland (1940–2023) ⚭ 1964 Prinzessin Anne-Marie von Dänemark (* 1946)                    | König Konstantin II. von Griechenland (1940–2023) ⚭ 1964 Prinzessin Anne-Marie von Dänemark (* 1946) | König Konstantin II. von Griechenland (1940–2023) ⚭ 1964 Prinzessin Anne-Marie von Dänemark (* 1946)                  |
| Prinz Nikolaos von Griechenland (* 1969) ⚭ 2010 Chrysi Vardinogianni (* 1981) | | | | | | | | |

## Titel und Ehrungen

### Titel
- Seine königliche Hoheit Prinz Nikolaos von Dänemark (seit 1. Oktober 1969)

### Ehrungen
Nikolaos ist Träger folgender Orden:
- Großkreuz vom Erlöser-Orden
- Großkreuz vom Orden des Heiligen Georg und Heiligen Konstantin
- Großkreuz vom Orden Georgs I.
- Großkreuz vom Phönix-Orden